# Comité Olímpico de Yemen
El Comité Olímpico de Yemen (código COI: YEM) es el Comité Olímpico Nacional que representa a Yemen. Fue creado en 1974 y reconocido formalmente por el COI en 1981.